# Медіафутбол
Медіафутбол став зароджуватися та розвиватися в Росії наприкінці 2010-х років.

## Історія
У 2017 році відеоблогери, які знімають контент у серії ігор FIFA, об'єдналися у команду 7F United. До складу увійшли Kefir, PandaFx, Finito, Герман El Classico Попков, Stavr, Den4ik Flomasteroff та Goodmax. Вони почали знімати футбольні челенджі, проте канал довго не прожив через складнощі в організації.
У 2018 році після чемпіонату світу з футболу в Росії Попков вирішив відродити ідею створення медійного футбольного клубу та зібрати «фіферів» та футбольних блогерів у проект під тимчасовою назвою «Команда Германа». На заміну челенджам прийшли футбольні матчі, а у серпні 2018 року команда отримала назву «Амкал».
У 2020 році Попков організував турнір «Московський кубок селебріті» (МКС), в якому брало участь 12 команд. Серед учасників були збірні «Матч ТВ» та Comedy Club Production. У ньому також брала участь команда YouTube-каналу 2DROTS.
У 2021 році Попков перезапустив свій проект, а в медіафутболі став набирати обертів новий клуб «НаСпорте», до якого входили такі знаменитості як Даня Мілохін, T-killah та футболіст Дмитро Тарасов.
У серпні 2022 року «Амкал» та 2DROTS були затверджені РФС як учасники 1/256 фіналу Кубка Росії.
У вересні 2022 року близько 40 футболістів медійних команд залишили Росію через часткову мобілізацію в країні.

## Медіафутбол в Україні
Першим медіафутбольним клубом стали «ПроФан» які з‘явилися у 2020 році спочатку як команда футбольних блогерів які знімали футбольні челленджі. 
У вересні 2022 ця команда блогерів створює перший медійний футбольний клуб в Україні, було проведено набір серед 100 гравців.
Вже через місяць у жовтні 2022 було проведено перший матч в українському медіа-футболі ПроФан — RDeni. Матч завершився з рахунком 9-3 на користь ПроФану. Приблизно в цьому місяці з‘являтєтся ще одна команда «Хлопаки» яку створив Максим Коляда, DEMKO, Alex_Maison та інші. Також почали з‘являтися перші плани створення Української футбольної медіа-ліги 

## Турніри
- Московський кубок селебріті[ru]
- Media Football League[ru]
- Liga Bloggers Cup[8]

## Реакція
Журналісти відзначають популярність блогерського футболу. Іван Ковальчук із Eurosport писав, що «нинішнім школярам цікавіше спостерігати» за медіафутболом, ніж за РПЛ. Шаміль Гаджієв з Life підкреслював, що інтересу до футбольних блогерів «іноді навіть більше, ніж до визнаних спортивних майстрів». Сергій Михайличенко писав, що на сьогоднішній день блогерський футбол — «це досить серйозна тема з добрими капіталовкладеннями та великим охопленням аудиторії».
Василь Уткін вважає, що не варто виділяти медіафутбол як окреме явище. Анзор Кавазашвілі позитивно ставиться до медійного футболу. Деякі інші колишні та чинні професійні футболісти, такі як Олег Корнаухов, Сергій Божин та Денис Якуба, навпаки, скептично налаштовані до медіафутболу.
Костянтин Крінський з Championat.com пише, що медіафутбол — «відмінний популяризатор Кубка Росії на нижчих стадіях». Міністр спорту Російської Федерації Олег Матицін позитивно відгукнувся участь медійних команд на Кубку России.
Михайло Кержаков вважає, що медіафутбол не буде популярнішим за професійний. Кирило Маляров дивується, чому деякі футболісти віддають перевагу медійному футболу, а не професійному. Ігор Осінькін назвав медіафутбол «досить цікавим», але не вважає, що найближчим часом він замінить професійний.